# Peralta (Navarra)
Peralta (o Azkoien in basco) è un comune spagnolo di 5 808 abitanti situato nella comunità autonoma della Navarra.